# Trnkov
Trnkov es un municipio del distrito de Prešov en la región de Prešov, Eslovaquia, con una población estimada a final del año 2024 de 333 habitantes.
Se encuentra ubicado en el centro-sur de la región, en el valle del río Torysa (cuenca hidrográfica del río Tisza) y cerca de la frontera con la región de Košice.

## Demografía
| Año        | 1994 | 2004     | 2014     | 2024     |
| ---------- | ---- | -------- | -------- | -------- |
| Población  | 181  | 207      | 228      | 333      |
| Diferencia |      | +14,36 % | +10,14 % | +46,05 % |

| Año        | 2023 | 2024    |
| ---------- | ---- | ------- |
| Población  | 308  | 333     |
| Diferencia |      | +8,11 % |